# پروکوئست
پروکوئست (به انگلیسی: ProQuest) یک شرکت بین‌المللی اطلاعات-محتوا و فناوری است که در آن آربر میشیگان آمریکا مستقر است. این شرکت در سال ۱۹۳۸ به عنوان دانشگاه میکروفیلم توسط یوجین بی. پاور تأسیس شده است. پروکوئست راه حل، برنامه‌ها و محصولاتی را برای کتابخانه‌ها فراهم می‌کند و ابزار و منبعی برای پشتیبانی از تحقیقات و یادگیری، چاپ و انتشارات، و فراگیری، مدیریت و کشف مجموعه‌های کتابخانه‌ای به‌شمار می‌رود.
بل - هاول که سابقاً به UMI معروف بود، در سال ۱۹۸۳ تأسیس شد و فرم میکروفیلمی مجلات را تهیه می‌نمود. بعدها این شرکت به تهیه و انتشار خدمات نمایه‌سازی نیز پرداخت. اکنون این شرکت امکان دسترسی به یکی از بزرگترین مخازن محتوایی پیوسته در جهان را فراهم می‌کند. این شرکت از نام پروکوئیست برای پایگاه اطلاعاتی بر روی دیسک فشرده استفاده می‌کرد؛ در سال ۱۹۹۵ با شروع ارائه خدماتش به صورت پیوسته، نام ProQuest Direct را برای خدمات پیوسته‌اش انتخاب نمود و بعداً تنها نام پروکوئیست را به‌کار برد. امروزه دانشجویان، اعضای هیئت‌علمی، محققان و کاربران کتابخانه‌ها در سراسر جهان، از طریق خدمات اشتراکی پروکوئیست به بیش از چهار هزار روزنامه و مجله، بیش از ۵/۱ میلیون پایان‌نامه، تعداد زیادی پایگاه اطلاعاتی و طیف وسیعی از منابع دسترسی دارند.